# José Costa
José Alberto Barroso Machado e Costa (Porto, 31 oktober 1953) is een Portugees voormalig voetballer die als middenvelder speelde.

## Clubcarrière
Costa begon zijn carrière in 1971 bij Académica Coimbra. Hij tekende in 1978 bij FC Porto. Met deze club werd hij in 1978/79 en 1984/85 kampioen van Portugal. Costa speelde tussen 1985 en 1987 voor Vitória SC en CS Marítimo. Costa beëindigde zijn spelersloopbaan in 1987.

## Interlandcarrière
Costa debuteerde in 1978 in het Portugees nationaal elftal en speelde 24 interlands.